# Lew Palter
Lew Palter, né le 3 novembre 1928 à New York et mort le 21 mai 2023, à Los Angeles, est un acteur américain.

## Filmographie

### Cinéma
- 1971 : The Steagle (en) de Paul Sylbert : le vieil homme
- 1981 : First Monday in October : Benjamin Halperin
- 1997 : Titanic : Isidor Straus
- 2018 : In Confidence : Lou

### Télévision
- 1967 : Match contre la vie : le premier camioneur (1 épisode)
- 1967-1970 : The Flying Nun : Pedro Ferone et autres personnages (6 épisodes)
- 1968 : Opération vol : Keating (1 épisode)
- 1968 : Le Virginien : le joueur de poker (1 épisode)
- 1968 : Gunsmoke : Hillman (1 épisode)
- 1969 : Mission impossible : un avocat (1 épisode)
- 1970 : Le Grand Chaparral : Jorge (1 épisode)
- 1971 : Doris Day comédie : Luigi et Pietro (2 épisodes)
- 1971-1977 : Un shérif à New York : plusieurs personnages (3 épisodes)
- 1972 : Sur la piste du crime : John Nelson (1 épisode)
- 1974 : L'Homme de fer : Tony le barman (1 épisode)
- 1974 : Columbo : le laborantin (1 épisode)
- 1974 : The Brady Bunch : M. Gronsky (1 épisode)
- 1974 : Kojak : M. Green (1 épisode)
- 1974 : L'Homme qui valait trois milliards : le taxi (1 épisode)
- 1975 : L'Homme invisible : l'hôtelier (1 épisode)
- 1975 : McMillan : le taxi et le fleuriste (2 épisodes)
- 1975-1976 : Baretta : Charlie et le magasinier (2 épisodes)
- 1976 : Super Jaimie : l’annonceur (1 épisode)
- 1976-1977 : Delvecchio : Clarke (7 épisodes)
- 1977 : Drôles de dames : Enrico Mancino (1 épisode)
- 1979 : Soap : Claude (1 épisode)
- 1980 : L'Incroyable Hulk : le propriétaire du magasin (1 épisode)
- 1981 : La Famille des collines : le directeur des ressources humaines (1 épisode)
- 1982 : Jackie et Sara : Benny DeFranco (1 épisode)
- 1982 : Cagney et Lacey : Bob Fisher (1 épisode)
- 1983 : L'Agence tous risques : le sergent (1 épisode)
- 1985 : Capitaine Furillo : Juge Goodman (2 épisodes)
- 1986-1987 : La Loi de Los Angeles : Juge Leon Ruben (3 épisodes)